# HD 187086
HD 187086，又名CD-4713103，SAO 229887、HR 7537，是一颗恒星，视星等为5.94，位于銀經351.37，銀緯-29.27，其B1900.0坐标为赤經19h 42m 55.3s，赤緯-47° -29.27′ 25″。